# 宮城県道52号亘理村田蔵王線
宮城県道52号亘理村田蔵王線（みやぎけんどう52ごう わたりむらたざおうせん）は、宮城県亘理郡亘理町と刈田郡蔵王町とを結ぶ県道（主要地方道）である。2019年3月に県道52号亘理村田線と県道222号寄井蔵王線を統合した。

## 概要
亘理町逢隈田沢の国道6号交点から、柴田町および村田町を経由して、蔵王町の宮城県道25号岩沼蔵王線交点とを結ぶ。角田市と柴田町の間の阿武隈川に架かる槻木大橋（県道28号丸森柴田線重複）は宮城県道の橋の中では2022年現在で最長 (777.7 m) である。以前は柴田町-村田町で1～1.5車線の区間が存在したが、順次改良が進んでおり、旧 県道52号亘理村田線と仙南東部広域農道蔵王さくらロード付近は快走路となっている。一方、旧県道222号寄井蔵王線の村田町-蔵王町間の峠道はまだ1～1.5車線が存在している。

### 路線データ
- 実延長 : 18.6968km[2]
- 起点 : 亘理郡亘理町逢隈田沢（田沢交差点＝国道6号交点）
- 終点 : 刈田郡蔵王町塩沢（交差点＝宮城県道25号岩沼蔵王線交点）

### 旧道
- 〒989-1765 宮城県柴田郡柴田町成田-宮城県柴田郡柴田町槻木
  - 現道より南北に存在。いずれも柴田町道へ降格。
- 宮城県柴田郡村田町小泉
  - 柴田町-村田町の町堺近くの丁字路から西へ分岐し、現道より北を通り、宮城県道14号亘理大河原川崎線近くまで（宮城県道14号旧道）。現在は村田町道へ降格。

## 歴史
- 1993年（平成5年）5月11日 - 建設省から、県道東根逢隈線・県道丸森柴田線の一部・県道柴田大河原線の一部・県道柴田村田線が亘理村田線として主要地方道に指定される[3]。
- 1994年（平成6年）3月18日 - 宮城県が県道52号として「亘理村田線」を路線認定。[4]同時に一般県道30号柴田大河原線[注釈 1]、33号柴田村田線、230号東根逢隈線を路線廃止。[5]
- 2009年（平成21年）12月11日 - 柴田郡村田町小泉～村田町沼辺の道路改良工事 1.72km 区間が完了し開通。[6]
- 2019年（令和元年）3月29日 - 県道52号亘理村田線と県道222号寄井蔵王線を統合し県道52号亘理村田蔵王線と改められる。[1]

## 路線状況

### 重複区間
- 宮城県道28号丸森柴田線 : 角田市鳩原瀬ノ木橋 - 柴田郡柴田町槻木
- 宮城県道14号亘理大河原川崎線 : 柴田郡村田町小泉 - 柴田郡村田町沼辺

### 交通量[7]
令和３年度・12時間交通量
- 柴田町海老穴字清丁地沖 - 3,819台

## 地理

### 通過する自治体
- 亘理郡
  - 亘理町
- 角田市
- 柴田郡
  - 柴田町
  - 村田町
- 刈田郡
  - 蔵王町

### 交差する道路

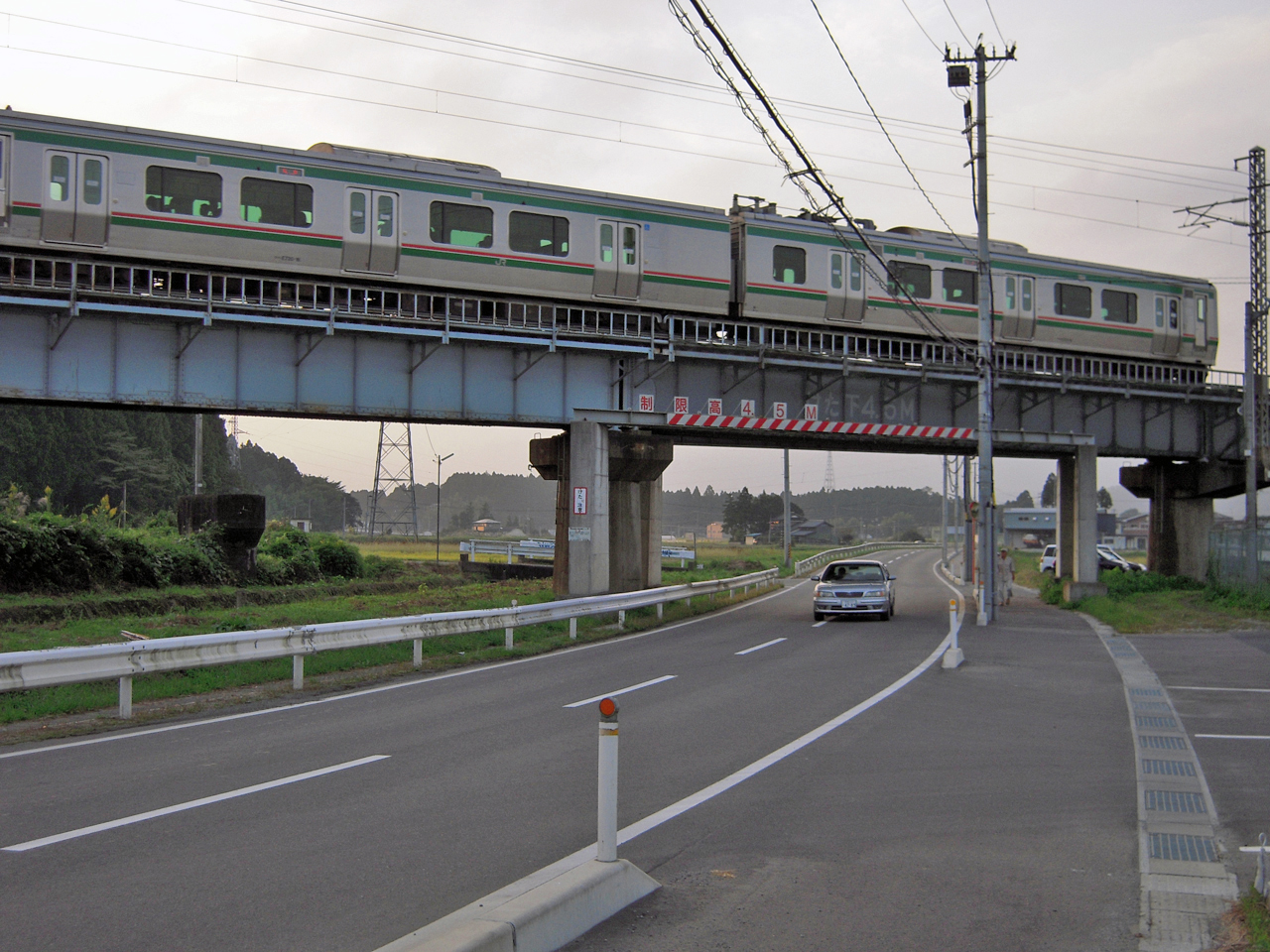
亘理町逢隈、JR常磐線高架付近（2008年10月）

統合前の2線間は宮城県道14号亘理大河原川崎線が交差する状態であった。統合後はこの区間を重複区間として含んでいる。
- 旧 県道52号亘理村田線
  - 国道6号（亘理郡亘理町逢隈田沢、起点）
  - 宮城県道28号丸森柴田線・丸森 角田方面（角田市鳩原瀬ノ木橋）
  - 国道4号（柴田郡柴田町槻木）
  - 宮城県道28号丸森柴田線・仙台方面、宮城県道117号槻木停車場線（柴田郡柴田町槻木）
  - 宮城県道14号亘理大河原川崎線・川崎方面（柴田郡村田町小泉、旧終点）
- 旧 県道222号寄井蔵王線
  - 宮城県道14号亘理大河原川崎線・大河原 亘理方面（柴田郡村田町沼辺、旧起点）
  - 仙南東部広域農道蔵王さくらロード（柴田郡村田町沼田）
  - 宮城県道25号岩沼蔵王線（刈田郡蔵王町塩沢、終点）

### 沿線の施設
- JR常磐線　逢隈駅（亘理郡亘理町逢隈下郡）
- 柴田町立槻木小学校（柴田郡柴田町槻木駅西）
- 村田町立村田第二小学校（柴田郡村田町沼辺）
- 村田町立村田第二中学校（柴田郡村田町沼辺）